# Carolina von Platen
Henrica Carolina von Platen, född Brandkula 1 mars 1816 i Linköpings domkyrkoförsamling, Östergötlands län, död 28 januari 1871 i Stockholms finska församling, Stockholm, var en svensk författare och feminist. Hon skrev även under signaturerna Dora Flink och Thure Flink.
Hennes föräldrar var kyrkoherden Pehr Amund Brandkula och Maria Gustava Segerstedt. Hon var gift med löjtnant F. A. von Platen. Hon debuterade med  Evelina Reder. Också en tafla ur lifvet (1841), som en del av debatten kring Det går an. Det är en framtidsskildring som visar hur en kvinna stämplas som "fallen" när hon bryter mot rådande normer.
Carolina von Platen avled på Konradsberg i Stockholm.

### Översättning
- Goldsmith, Oliver (1862). Ett frieri i Westergöthland : komedi i två akter / af Dora Flink efter en engelsk idé. Svenska Theatern, 99-1250025-3 ; 129. Stockholm: Bonnier. Libris 14722151